# Cleidomanzia
La cleidomanzia era un metodo di divinazione che si faceva per mezzo delle chiavi.

## Etimologia
Il termine deriva dal greco "κλείς (kléis)" che significa "chiave".

## Storia
Si sa molto poco di questa divinazione. Si sa solamente che si praticava nel Cristianesimo più o meno in questo modo, secondo Martin Antoine Del Rio: se qualcuno era sospettato di qualche furto o altro delitto, si prendeva una chiave intorno alla quale si arrotolava una carta su cui era scritto il nome della persona sospetta; poi si legava questa chiave insieme ad una Bibbia che si poneva nelle mani di una vergine, si pronunciavano poi certe parole sottovoce tra le quali c'era il nome dell'accusato e nel pronunciare questo nome si osservava in che modo si muovesse la carta.